# Wilhelm von Dufais
Wilhelm du Fais, seit 1908 von Dufais, (* 8. Juli 1888 in Berlin; † 1. September 1963 in Stuttgart) war ein deutscher SS-Brigadeführer und Generalmajor der Waffen-SS.

## Leben
Wilhelm war der Sohn des preußischen Generalleutnants Otto von Dufais (1852–1926) und dessen Ehefrau Marie Elisabeth, geborene Jordan (1858). Sein Vater war am 12. Februar 1908 durch Kaiser Wilhelm II. als „von Dufais“ in den erblichen preußischen Adelsstand erhoben worden.
Nach dem Gymnasialbesuch trat Dufais im September 1906 als Fahnenjunker in das Ulanen-Regiment „Großherzog Friedrich von Baden“ (Rheinisches) Nr. 7 der Preußischen Armee ein. Ab Mitte April 1913 besuchte er für vier Monate die Kavallerie-Telegraphenschule in Berlin-Treptow und führte anschließend die Telegraphen Patrouille seines Regiments, mit der er am Ersten Weltkrieg teilnahm. Anfang Februar 1915 erlitt er eine schwere Verwundung, infolge derer es zu einem mehrmonatigen Lazarettaufenthalt kam. Danach war Dufais bei der Ersatz-Eskadron des Regiments und avancierte bis Mitte Dezember 1915 zum Rittmeister. Er absolvierte im Spätsommer 1916 einen dreimonatigen MG-Lehrkurs und leitete von Februar bis Oktober 1917 den Ausbildungsstab beziehungsweise die Betriebsabteilung der Fernsprechersatzabteilung 4. Danach war er Gruppen-Nachrichtenkommandeur beim Generalkommando z.b.V. und von Juni bis November 1918 als Lehrer für Nachrichtenwesen an der Kriegsschule für Reserveoffiziere.
Ausgezeichnet mit beiden Klassen des Eisernen Kreuzes wurde Dufais nach Kriegsende in die Reichswehr übernommen und versah seinen Dienst im 3. (Preußisches) Reiter-Regiment.
Dufais hatte als aktiver Offizier 1923 in Mecklenburg Helene von Gundlach-Leizen geheiratet. Sie war die Tochter des Hans von Gundlach (1863–1929) auf Leizen und der Helene Freiin von Meerheimb-Gnemern (1867–1924). Sie hatten die Töchter Elisabeth und Helene, in Potsdam und Frankfurt a. d. O. geboren, und die beiden Söhne Hellmuth und Hans-Otto, in Stendal und Potsdam geboren.
1930 war Dufais als Major in Frankfurt (Oder). Danach übernahm er unterschiedliche Funktionen bei den Nachrichtentruppen des Heeres, unter anderem in Stuttgart-Cannstatt als Kommandeur der 5. Nachrichten-Abteilung. Ende September 1936 schied Dufais als Oberst aus dem aktiven Militärdienst aus und leitete zuletzt die Vorschriftenstelle der Heeres- und Luftnachrichtenschule in Halle (Saale). Dufais war Verfasser zahlreicher Publikationen zum militärischen Nachrichtenwesen.
Zum 1. Mai 1937 trat er der NSDAP bei (Mitgliedsnummer 5.276.395) und wurde im August 1937 als Standartenführer in die SS (SS-Nummer 283.028) aufgenommen, wo er rasch Karriere machte. Ab August 1937 war er zunächst Hauptabteilungsleiter im Amt für Nachrichtenverbindungen im SS-Hauptamt bzw. später SS-Führungshauptamt, zwischenzeitlich war er nach dem Beginn des Zweiten Weltkriegs von November 1939 bis April 1940 zum Aufbau einer Nachrichtenersatzabteilung nach Nürnberg abkommandiert. Am 20. April 1940 wurde er zum SS-Oberführer befördert und zum Inspekteur für Nachrichtenverbindungen  ernannt. Von Mai 1941 bis Juni 1943 war er Hauptabteilungsleiter im Stab des Chefs des Fernmeldewesens RFSS und Chef der Polizei. Zusätzlich war er ab Juli 1942 Kommandeur der SS-Nachrichtenschule Oberehnheim, an der SS-Helferinnen nachrichtentechnisch ausgebildet wurden. Diese Funktion hatte er offiziell bis zu seiner krankheitsbedingten Aufgabe Ende Oktober 1943 inne. Im Juni 1943 wurde er zum SS-Brigadeführer und Generalmajor der Waffen-SS befördert, seinen höchsten erreichten SS-Rängen. Er wurde 1942 mit dem Kriegsverdienstkreuz II. Klasse und 1944 mit dem Kriegsverdienstkreuz I. Klasse ausgezeichnet. Bis zu seinem Ausscheiden aus dem aktiven Dienst der Waffen-SS Ende Januar 1945 war er noch in der Dienststelle des Chefs des Fernmeldewesens RFSS und Chef der Polizei eingesetzt.
Er nahm durch Vermittlung des Lebensborn e.V. zwei Kinder gefallener SS-Männer in seine Familie auf und bemühte sich im Herbst 1944 um die Aufnahme von weiteren zwei Kindern aus Fürsorgestellen um „Führernachwuchs“ heranzuziehen.
In der zweiten Hälfte des Jahres 1944 war er auf Verfügung des RFSS Heinrich Himmler im Prozess vor einem SS- und Polizeigericht gegen den ehemaligen Lagerkommandanten des KZ Buchenwald Karl Otto Koch erster Beisitzer.
Von Ende April bis November 1945 befand sich Dufais in französischer Kriegsgefangenschaft und wurde Mitte Januar 1946 in der amerikanischen Besatzungszone erneut festgenommen, interniert und am 29. Juli 1947 im Rahmen der Entnazifizierung als Hauptschuldiger eingestuft. Ende Juli 1948 wurde er aus der Internierung entlassen, da seine Internierung auf die Verurteilung zu Arbeitslager angerechnet wurde. Dufais ging gegen dieses Urteil in Berufung, woraufhin er im Juni 1949 durch die Zentralberufungskammer Nordwürttemberg nur noch als belastet eingruppiert wurde. Auch dieses Urteil hatte keinen Bestand und das Verfahren wurde Ende Januar 1952 endgültig eingestellt.
Wilhelm von Dufais und seine Ehefrau Helene starben beide 1963.

## Publikationen
- Physikalisch-technische Grundlagen des Nachrichtenwesens. 1929.
- Das militärische Nachrichtenwesen: Was muss der Offizier ... 1932.
- Nachrichten-ABC: Ein Hilfsb. für Fernsprecher, Funker und Blinker 1934.
- Das Heeres-Nachrichtenwesen: Ein Handbuch für Truppenführer ...  1936.
- Nachrichtenmann und Nachrichtenwesen: Eine Einführung in die ...  1937.